# 卡申 (特維爾州)
卡申（羅馬化：Kashin）是俄羅斯特維爾州東部的一個城市，距州首府特維爾150公里，距首都莫斯科180公里。2002年人口17,299人。
1238年首見於文獻，1775年建市。